# 라디오 시민세상
라디오 시민세상은 부산MBC 표준FM(부산 FM 95.9MHz, 기장 FM 106.5MHz, 양산 FM 97.7MHz)에서 매주 토요일 아침 8시 30분부터 오전 9시까지 방송되는 시사교양 프로그램이다.

## 진행
- 노주원